# Jean-Henri Pape
Jean-Henri Pape, nascut com a Johann Heinrich Pape i també conegut com a Henry Pape (1 de juliol de 1789 – 2 de febrer de 1875), va ser un distingit fabricant francès de pianos i arpes a principis del segle xix.
Pape va néixer a Sarstedt, Alemanya, el 1789. Va arribar a París el 1811 i va aconseguir feina amb Pleyel, els tallers de piano dels quals va dirigir durant diversos anys. El 1815 va establir la seva pròpia fabricació de pianos, i gairebé anualment durant quasi quaranta anys els va millorar amb nous invents. Els seus primers grans pianos van seguir el sistema anglès de Broadwood i Tomkinson, tot i que en va fer modificacions i més endavant canviaria completament els principis de construcció. Pape es va concentrar en els defectes dels pianos de taula i de cua provocats per la bretxa estructural entre la taula harmònica i la fusta que permet als cops de martell atacar les cordes; la solució de situar accions per sobre de les cordes l'havia imaginat Marius, després Hildebrand i finalment Streicher a Viena, però en lloc de palanques i contrapesos, Pape va utilitzar un ressort de bobina per aixecar els martells ràpidament i sense gairebé cap efecte sobre el tacte. Aquest sistema va tenir un gran èxit, però li mancava lleugeresa i delicadesa als grans pianos. Les variacions que va introduir en les formes i les accions dels pianos verticals van donar un poder notable als seus instruments.

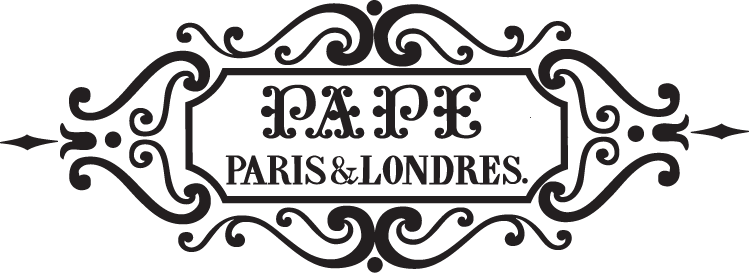

El treball d'aquest fabricant especialitzat va ser recompensat per informes favorables dels seus instruments de la Société d'encouragement pour l'industrie nationale el 19 de setembre de 1832 i de l'Académie des beaux-arts de l'institut de França el 1833, va guanyar. una medalla d'or a l' Exposició Industrial Francesa de 1834, i una medalla de la Legió d'Honor el 1839. Habilitat en tots els aspectes de la mecànica, Pape va inventar una màquina usada per serrar fusta o ivori en espiral, i va mostrar els seus resultats el 1827. Un dels seus pianos era xapat amb làmines d'ivori de nou peus de llarg per dos d'amplada. Un petit fulletó va commemorar les seves contribucions a l'instrument (Notice sur les inventions et perfectionnements apportes par H. Pape dans la fabrication des pianos, Paris: Loquin: 11 pàgines amb tres plaques litogràfiques).

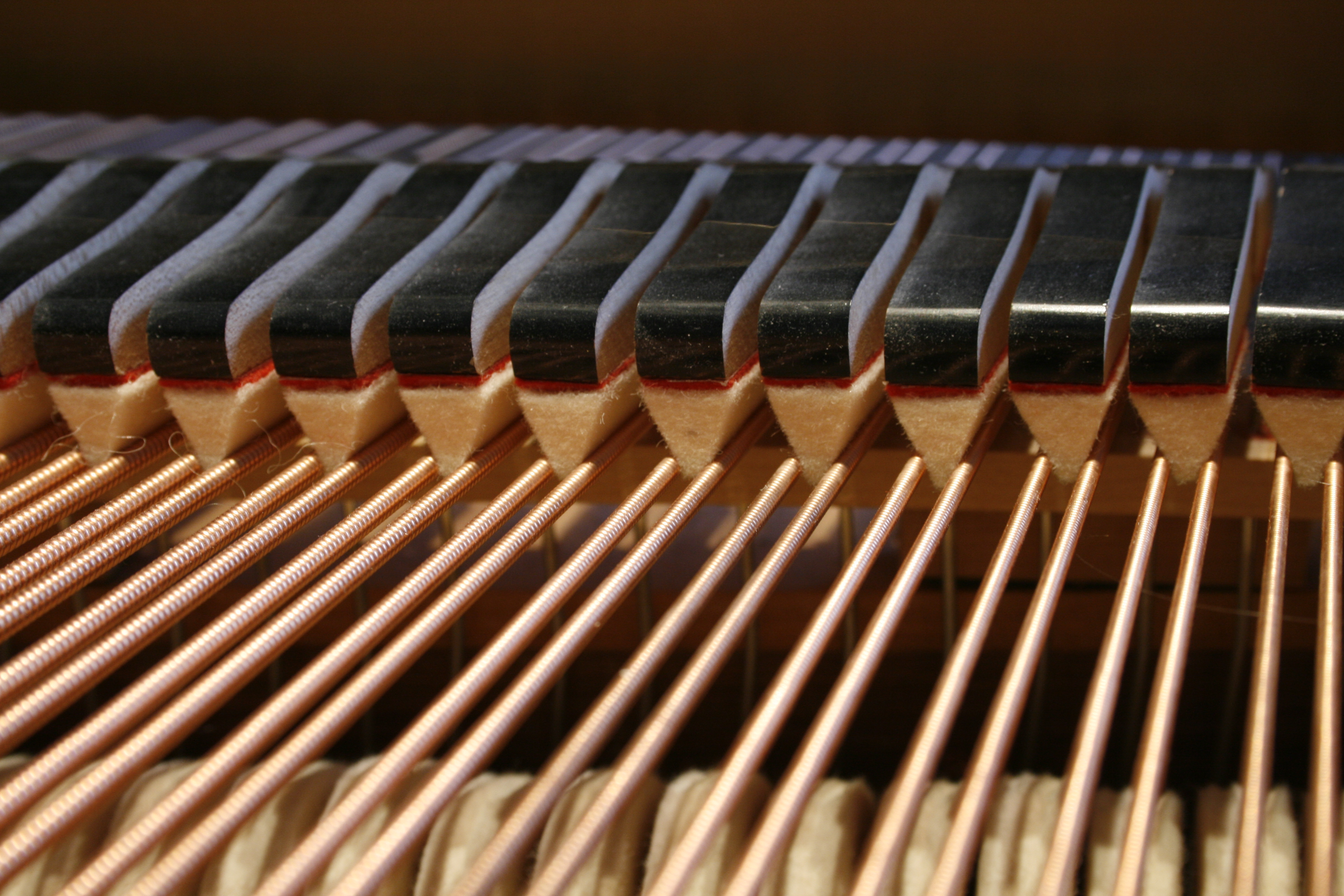
Martells de piano

Pape no va poder fer front a la creixent industrialització de la producció de pianos. Quan va morir el 1875 al barri de París d'Asnières-sur-Seine, on havia continuat investigant sobre la construcció de l'instrument, es va empobrir. Durant un temps, el seu fill i nebot van gestionar la fàbrica que va fundar.